# Nathan Hines
Nathan John Hines (Wagga Wagga, 29 novembre 1976) è un ex rugbista a 15 e allenatore di rugby a 15 australiano che nella sua carriera ha giocato nel ruolo di seconda linea e può vantare 77 presenze con la Scozia.

## Biografia
Hines iniziò la sua attività rugbistica in Australia, suo paese nativo, ma a partire dalla stagione 1998-99 si trasferì in Scozia, inizialmente nelle file del Gala per poi passare, l'anno successivo, all'Edimburgo. Dopo sei stagioni con la franchise scozzese, andò a giocare in Francia nel Perpignano, squadra con la quale si aggiudicò il Top 14 2008-09. Nel 2009 passò alla franchigia irlandese del Leinster, con cui, nelle due stagioni trascorse, giunse due volte in finale di Celtic League, venendo sconfitto in entrambe le occasioni, e con cui si aggiudicò l'Heineken Cup 2010-2011. Successivamente ritornò nel campionato francese, dove giocò tre stagioni con il Clermont, durante le quali raggiunse la finale dell'Heineken Cup 2012-2013 dove perse contro Tolone. Militò nei Sale Sharks nell'annata 2014-15, al termine della quale annunciò il suo ritiro dal rugby giocato.
Eliggibile per la nazionale scozzese in virtù della provenienza britannica del nonno, fu convocato dall'allora commissario tecnico Ian McGeechan per il tour oceanico del 2000 e fece il suo esordio contro la Nuova Zelanda. Non ottenne più presenze con la Scozia fino al 2002, a causa di un lungo infortunio, ma successivamente divenne una presenza costante per la nazionale del cardo, con la quale disputò nove edizioni del Sei Nazioni consecutive (dal 2003 al 2011) e tre Coppe del mondo (2003, 2007, 2011). Nel 2009 Hines ottenne la convocazione per il tour sudafricano dei British and Irish Lions, durante il quale giocò cinque incontri, ma nessuno contro il Sudafrica.
Nel 2015 iniziò la carriera come tecnico diventando assistente allenatore della nazionale scozzese. A partire dall'estate del 2017 è allenatore degli avanti del Montpellier, dove ha seguito il suo ex-tecnico sia come giocatore sia come assistente nella sua esperienza nella nazionale britannica Vern Cotter.

## Palmarès
- Campionati francesi: 1
Perpignano: 2008-09
- Heineken Cup: 1
Leinster: 2010-11